# ベイビー・トーキング
『ベイビー・トーキング』（Baby Geniuses）は、ボブ・クラークが監督し、ボブ・クラークとグレッグ・マイケルが脚本を担当した1999年のアメリカ合衆国のファミリーコメディ映画。批評家からほぼ全面的に酷評されたが、製作費1200万ドルに対して全世界で3650万ドルの興行収入を上げた。
2004年には続編『Superbabies: Baby Geniuses 2（日本未公開）』が製作されたが興行的には失敗し、批評家からの評価はさらに悪く、第25回ゴールデンラズベリー賞で最低作品賞にノミネートされた。

## キャスト
| 役名                 | 俳優                                         | 日本語吹き替え | 日本語吹き替え |
| 役名                 | 俳優                                         | VHS版          | Netflix版      |
| -------------------- | -------------------------------------------- | -------------- | -------------- |
| エレナ・キンダー博士 | キャスリーン・ターナー                       | 野沢由香里     |                |
| ヒープ博士           | クリストファー・ロイド                       | 水野龍司       | 水内清光       |
| スライ、ウィット     | レオ、ジェリー、マイルズ・フィッツジェラルド | 南央美         |                |
| ロビン               | キム・キャトラル                             | 日野由利加     |                |
| ダン                 | ピーター・マクニコル                         | 田原アルノ     |                |
| レニー               | ドム・デルイーズ                             | 島香裕         | 谷昌樹         |
| ディッキー           | カイル・ハワード                             | 山岸功         |                |
| マーゴ               | ルビー・ディー                               | 水原リン       | 伊沢磨紀       |

- VHS版

その他声の出演：今野宏美、進藤尚美、出口佳代、小暮英麻、天田益男、中博史、高瀬右光、齋藤龍吾、梅田貴公美
日本語版制作スタッフ 演出：三好慶一郎、翻訳：関口暁子、調整：高久孝雄（オムニバス・ジャパン）、制作担当：神部宗之（東北新社）、日本語版制作：東北新社

## 評価
本作は批評家からも観客からも酷評された。批評集計サイトRotten Tomatoesは、44件のレビューに基づいて、わずか2%の批評家が肯定的なレビューを評したと報告した。最終的な総括は、「平板な演出と、画面に映ることを恥ずかしがっているように見える俳優たちが、『ベイビー・トーキング』を前提から想像されるよりも悪くしている」というものである。また、14人の批評家に基づいて、 Metacriticで100点満点中7点という標準化スコアを獲得し、レビューは「圧倒的に不評」であったことを示している。CinemaScoreによる観客の投票では、本作の平均評価はA+からFのスケールで「B−」であった。
本作は、公開初週末に500万ドル以上の収益を上げ、1999年のPG指定映画の中で10番目に興行収入の高い映画となった。

## 続編
本作は批評家からはあまり好評ではなかったが、家庭用ビデオの商業的成功により、続編『Superbabies: Baby Geniuses 2』が製作され、レオ、ジェリー、マイルズ・フィッツジェラルドやジョン・ヴォイトが出演し、ボブ・クラークが監督に復帰した。しかし、オリジナルより評価がはるかに悪く、興行的にも失敗した。